# Bureta (instrumento)

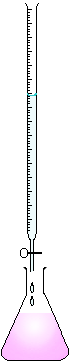
Esquema de uma titulação, mostrando a dispensa de líquido por uma bureta para dentro de um Erlenmeyer.

A bureta é um instrumento laboratorial cilíndrico, de vidro, colocado na vertical com a ajuda de um suporte que contém uma escala graduada rigorosa, geralmente em cm3 (mL). Possui na extremidade inferior uma torneira de precisão para dispensa de volumes rigorosamente conhecidos em tarefas como a titulação de soluções.